# John Peter Gassiot
John Peter Gassiot, född 2 april 1797 i London, England, död 15 augusti 1877 på Ryde, Isle of Wight, var en brittisk fysiker och affärsman.
Gassiot företog i första hand undersökningar inom elektricitetsläran. Bland annat gjorde han försök med ledningsförmågan genom förtunnade gaser och uppfann 1854 de så kallade geisslerrören, som fått sitt namn efter Heinrich Geissler, vid vars verkstad de framställdes. Gassiot främjade även indirekt vetenskap genom att ge stöd vid publiceringen av andras vetenskapliga arbeten.

## Biografi
Gassiot gick som ung med i Royal Navy som kadör. År 1819 gifte han sig med Elizabeth Scott och paret fick nio söner och tre döttrar. År 1822 började han göra affärer med spanjoren Sebastian Gonzalez Martinez för att bilda Martinez Gassiot & Co.  för att sälja cigarrer, sherry och portvin.
Gassiot blev också en entusiastisk amatörforskare med ett särskilt intresse för elektricitet. Han skapade ett välutrustat laboratorium i sitt hem på Clapham Common och öppnade det för sina forskarkollegor, bland andra James Clerk Maxwell, som utförde mycket av sitt 1860-talsarbete om elektrisk resistens där.
Gassiot dog i sitt hem på Ryde, Isle of Wight, och fördes till West Norwood Cemetery för begravning. Hans tredje son, Charles Gassiot (1826-1902), tog över som chef för familjens vinverksamhet och var en konstmecenat som donerade mycket till Guildhall Art Gallery. 

## Forskningsarbete
Gassiot var nära medarbetare med William Sturgeon och Charles Vincent Walker och de tre var med och grundade London Electrical Society 1837. Sällskapet var känt för de offentliga elektriska skärmarna monterade av Gassiot. Gassiot valdes till ledamot av Royal Society 1841 och var med och bidrog till sällskapets reform på 1840-talet. Han var grundare av Chemical Society 1845, nära förenad med London Institution, och en Surrey magistrat.
Gassiot hade ett nära samarbete med William Robert Grove vid Royal Society och uppmuntrade Grove att gå med i London Institution där de två arbetade tillsammans med utvecklingen av fotografi.
Gassiots arbete var särskilt viktigt vid avvecklingen av kontaktteorin om voltaisk elektricitet. Med början 1840 utförde han ett antal experiment som kulminerade 1844 där han använde ett batteri av 100 ömsesidigt isolerade Groveceller för att visa att en urladdning kunde ske innan en elektrisk kontakt etablerats. Gassiot utvidgade Groves arbete med avbrott i elektriska urladdningar, vilket visar att urladdningen inte kan fortsätta i ett vakuum.
År 1858 rapporterade Gassiot, i sin Bakerianföreläsning, om avböjningar av elektriska urladdningar i förtunnade gaser både av magnetism och elektrostatik. Trots att detta var en tidig observation av fenomenet katodstrålar, är Julius Plücker vanligtvis krediterad för deras upptäckt.